# Max Bachur

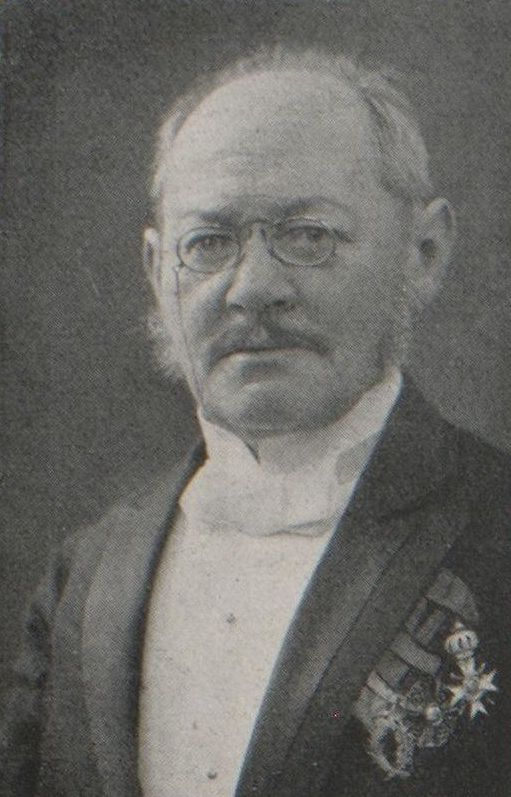
Max Bachur fotografiert von Arnold Mocsigay

Max Bachur (* 25. April 1845 in Fraustadt; † 8. Juli 1920 in Aachen) war ein deutscher Theaterdirektor.

## Leben und Wirken
Max Bachur kam 1877 aus Breslau, wo er eine Ausbildung absolviert hatte, an das Theater von Bernhard Pollini in Hamburg. Hier arbeitete er zunächst als Kassierer und übernahm 1897 nach dem Tod Pollinis gemeinsam mit Franz Bittong die Pacht des Altonaer Theaters und den Posten als Direktor des Hamburger Stadttheaters und des Thalia-Theaters. Bachur und Bittong mussten mehrere Probleme lösen: das Thalia-Theater galt schon seit längerer Zeit als kulturell bedeutungslos und das Stadttheater hatte seine besten Künstler verloren. Als im September 1900 das Deutsche Schauspielhaus eröffnete, bekamen beide zudem erstmals Konkurrenz im Bereich des gehobenen Schauspiels.
Nachdem Bitton 1904 verstorben war, führte Bachur die drei Theater allein weiter. Es gelang ihm, die Probleme der Bühnen solide, aber glanzlos zu lösen. Für das Stadttheater stellte er ein neues Ensemble zusammen und verschaffte der Bühne mit Gastauftritten berühmter Sänger einen guten Ruf. Bachur gelang es, den berühmten Tenor Enrico Caruso zu engagieren, der ab 1906 dort auftrat. Zu seinen besten Entscheidungen gehörte, den Dirigenten Gustav Brecher und den Regisseur Leopold Jeßner zu verpflichten.
Brecher arbeitete zwischen 1903 und 1912 als erster Kapellmeister am Stadttheater. Er fand neue Ausdrucksformen für Opern von Wolfgang Amadeus Mozart und häufig zu hörende Stücke von Richard Wagner und Richard Strauss. Die großen Sopranarien übernahm dabei Edyth Walker. Leopold Jeßner wirkte von 1904 bis 1915 am Thalia-Theater. Er erarbeitete dort ein neueres, moderneres Repertoire und etablierte andere Aufführungsformen. Insbesondere die oftmals diskutierten Dramen Frank Wedekinds galten als Glanzstücke des Theaters. Die Spielstätte gewann dadurch deutlich an Ansehen und konnte mit dem Deutschen Schauspielhaus konkurrieren.
Bachur setzte sich daher für einen staatlich finanzierten Neubau des Hamburger Stadttheaters ein. Nachdem der Hamburger Senat dem widersprochen hatte, ließ Bachur stattdessen einen aus Eigenmitteln der Spielstätte finanzierten Neubau des Thalia-Theaters am Pferdemarkt errichten. Das neue Theater nach Plänen von Werner Lundt und Georg Kallmorgen konnte 1912 eröffnet werden.
In der Folgezeit gestaltete sich der privatwirtschaftliche Betrieb des Hamburger Stadttheaters zunehmend schwierig. Das Repertoire der Bühne litt zudem unter einer Auflage aus der Zeit des vorherigen Direktors Pollinis, wonach das Theater mehrere Sparten anbieten musste. Hatte diese Vereinbarung zuvor die Existenz der Theater in Hamburg und Altona sichern sollen, verlor das Hamburger Theater, das überwiegend gesprochene Stücke spielte, nun an Niveau. Bachur verlängerte daher die auslaufenden Pachtverträge nicht. Hans Loewenfeld leitete ab 1912 die beiden Stadttheater zu nahezu gleichen Konditionen wie Bachur zuvor. Das Thalia-Theater übernahm Ende 1914 Hermann Röbbeling.
Max Bachur starb in Aachen, wo er eine Kur machte. Sein Grab ist auf dem Jüdischen Friedhof Ohlsdorf zu finden.